# Halowe Mistrzostwa Świata w Lekkoatletyce 1993 – pięciobój kobiet
Pięciobój kobiet – jedna z konkurencji rozgrywanych podczas halowych mistrzostw świata w lekkoatletyce w 1993, zmagania w niej odbyły się 12 marca. Były to zawody o nieoficjalnym, demonstracyjnym charakterze – do udziału w nich zgłoszonych zostało 13 zawodniczek z 8 państw.
Najlepszy wynik w konkursie uzyskała reprezentantka Rumunii Liliana Năstase. Drugą pozycję zajęła zawodniczka z Polski Urszula Włodarczyk, trzecią zaś reprezentująca Niemcy Birgit Clarius.
Reprezentantce Rosji Irinie Biełowej anulowano wyniki po tym, jak u niej udowodniono stosowanie dopingu.

## Wyniki

### Bieg na 60 m ppł
Źródło: 
Bieg 1
| Miejsce | Zawodniczka     | Państwo           | Wynik | Uwagi |
| ------- | --------------- | ----------------- | ----- | ----- |
| 1.      | Maria Kamrowska | Polska            | 8,44  |       |
| 2.      | Kym Carter      | Stany Zjednoczone | 8,50  |       |
| 3.      | Zhu Yuqing      | Chiny             | 8,53  |       |
| 4.      | Petra Văideanu  | Rumunia           | 8,55  |       |
| 5.      | Beatrice Mau    | Niemcy            | 8,57  |       |
| 6.      | Birgit Clarius  | Niemcy            | 8,62  |       |

Bieg 2
| Miejsce | Zawodniczka        | Państwo           | Wynik | Uwagi |
| ------- | ------------------ | ----------------- | ----- | ----- |
| 1.      | Swetła Dimitrowa   | Bułgaria          | 8,19  |       |
| 2.      | Liliana Năstase    | Rumunia           | 8,21  |       |
| 3.      | Irina Tiuchaj      | Rosja             | 8,32  |       |
| 4.      | Urszula Włodarczyk | Polska            | 8,41  |       |
| 5.      | DeDe Nathan        | Stany Zjednoczone | 8,58  |       |
| 6.      | Kim Vanderhoek     | Kanada            | 8,92  |       |
| –       | Irina Biełowa      | Rosja             | DSQ   |       |

### Skok wzwyż
Źródło: 
| Miejsce | Zawodniczka        | Państwo           | Wynik | Uwagi |
| ------- | ------------------ | ----------------- | ----- | ----- |
| 1.      | Kym Carter         | Stany Zjednoczone | 1,88  |       |
| 2.      | Urszula Włodarczyk | Polska            | 1,82  |       |
| 3.      | Birgit Clarius     | Niemcy            | 1,79  |       |
| 4.      | Irina Tiuchaj      | Rosja             | 1,79  |       |
| 5.      | Liliana Năstase    | Rumunia           | 1,76  |       |
| 6.      | Zhu Yuqing         | Chiny             | 1,73  |       |
| 7.      | Petra Văideanu     | Rumunia           | 1,73  |       |
| 8.      | Beatrice Mau       | Niemcy            | 1,73  |       |
| 9.      | DeDe Nathan        | Stany Zjednoczone | 1,70  |       |
| 10.     | Swetła Dimitrowa   | Bułgaria          | 1,67  |       |
| 11.     | Kim Vanderhoek     | Kanada            | 1,67  |       |
| –       | Irina Biełowa      | Rosja             | DSQ   |       |
| –       | Maria Kamrowska    | Polska            | DNS   |       |

### Pchnięcie kulą
Źródło: 
| Miejsce | Zawodniczka        | Państwo           | Wynik | Uwagi |
| ------- | ------------------ | ----------------- | ----- | ----- |
| 1.      | Birgit Clarius     | Niemcy            | 15,52 |       |
| 2.      | Petra Văideanu     | Rumunia           | 14,65 |       |
| 3.      | Swetła Dimitrowa   | Bułgaria          | 14,56 |       |
| 4.      | Urszula Włodarczyk | Polska            | 14,52 |       |
| 5.      | Kym Carter         | Stany Zjednoczone | 13,91 |       |
| 6.      | Liliana Năstase    | Rumunia           | 13,88 |       |
| 7.      | Irina Tiuchaj      | Rosja             | 13,77 |       |
| 8.      | DeDe Nathan        | Stany Zjednoczone | 13,58 |       |
| 9.      | Zhu Yuqing         | Chiny             | 13,38 |       |
| 10.     | Beatrice Mau       | Niemcy            | 13,11 |       |
| 11.     | Kim Vanderhoek     | Kanada            | 12,98 |       |
| –       | Irina Biełowa      | Rosja             | DSQ   |       |
| –       | Maria Kamrowska    | Polska            | DNS   |       |

### Skok w dal
Źródło: 
| Miejsce | Zawodniczka        | Państwo           | Wynik | Uwagi |
| ------- | ------------------ | ----------------- | ----- | ----- |
| 1.      | Irina Tiuchaj      | Rosja             | 6,45  |       |
| 2.      | Liliana Năstase    | Rumunia           | 6,43  |       |
| 3.      | Urszula Włodarczyk | Polska            | 6,23  |       |
| 4.      | DeDe Nathan        | Stany Zjednoczone | 6,10  |       |
| 5.      | Beatrice Mau       | Niemcy            | 6,08  |       |
| 6.      | Birgit Clarius     | Niemcy            | 5,98  |       |
| 7.      | Petra Văideanu     | Rumunia           | 5,96  |       |
| 8.      | Kim Vanderhoek     | Kanada            | 5,89  |       |
| 9.      | Kym Carter         | Stany Zjednoczone | 5,59  |       |
| –       | Zhu Yuqing         | Chiny             | NM    |       |
| –       | Irina Biełowa      | Rosja             | DSQ   |       |
| –       | Swetła Dimitrowa   | Bułgaria          | DNS   |       |
| –       | Maria Kamrowska    | Polska            | DNS   |       |

### Bieg na 800 metrów
Źródło: 
Bieg 1
| Miejsce | Zawodniczka      | Państwo           | Wynik   | Uwagi |
| ------- | ---------------- | ----------------- | ------- | ----- |
| 1.      | Beatrice Mau     | Niemcy            | 2:17,23 |       |
| 2.      | Petra Văideanu   | Rumunia           | 2:20,06 |       |
| 3.      | DeDe Nathan      | Stany Zjednoczone | 2:35,39 |       |
| 4.      | Kim Vanderhoek   | Kanada            | 2:42,79 |       |
| –       | Zhu Yuqing       | Chiny             | DNS     |       |
| –       | Swetła Dimitrowa | Bułgaria          | DNS     |       |
| –       | Maria Kamrowska  | Polska            | DNS     |       |

Bieg 2
| Miejsce | Zawodniczka        | Państwo           | Wynik   | Uwagi |
| ------- | ------------------ | ----------------- | ------- | ----- |
| 1.      | Kym Carter         | Stany Zjednoczone | 2:10,69 |       |
| 2.      | Birgit Clarius     | Niemcy            | 2:11,34 |       |
| 3.      | Liliana Năstase    | Rumunia           | 2:14,13 |       |
| 4.      | Urszula Włodarczyk | Polska            | 2:16,09 |       |
| 5.      | Irina Tiuchaj      | Rosja             | 2:19,79 |       |
| –       | Irina Biełowa      | Rosja             | DSQ     |       |

### Ostateczna klasyfikacja
| Miejsce | Zawodniczka        | Państwo           | Wynik | Uwagi |
| ------- | ------------------ | ----------------- | ----- | ----- |
| 1.      | Liliana Năstase    | Rumunia           | 4686  |       |
| 2.      | Urszula Włodarczyk | Polska            | 4667  |       |
| 3.      | Birgit Clarius     | Niemcy            | 4641  |       |
| 4.      | Irina Tiuchaj      | Rosja             | 4619  |       |
| 5.      | Kym Carter         | Stany Zjednoczone | 4566  |       |
| 6.      | Petra Văideanu     | Rumunia           | 4394  |       |
| 7.      | Beatrice Mau       | Niemcy            | 4358  |       |
| 8.      | DeDe Nathan        | Stany Zjednoczone | 4218  |       |
| 9.      | Kim Vanderhoek     | Kanada            | 3828  |       |
| –       | Swetła Dimitrowa   | Bułgaria          | DNF   |       |
| –       | Maria Kamrowska    | Polska            | DNF   |       |
| –       | Zhu Yuqing         | Chiny             | DNF   |       |
| –       | Irina Biełowa      | Rosja             | DSQ   |       |